# Sperrylit
Sperrylit, PtAs2, är ett tungt, vitaktigt mineral som består av platina och arsenik och ofta finns som inblandning i svavelkis.

## Egenskaper
Sperrylit är ett platinaarsenidmineral, som är ogenomskinligt, metalliskt tennvitt och som kristalliserar i det kubiska systemet med pyritgruppstruktur. Det bildar kubiska, kuboktaedriska eller pyritohedrala kristaller utöver massivt och njurlikt habitus. Det har otydlig spaltning efter {001}, har mussligt brott, är sprött och har en Mohs-hårdhet av 6–7 och en mycket hög specifik vikt av 10,6.

## Förekomst
Sperrylit beskrevs först av H. H. Wells 1889 från material som samlas in vid Vermiliongruvan i det som nu är Sudburydistriktet, Ontario, Kanada. Han namngav det efter Francis L. Sperry, chefskemist med det kanadensiska Copper Company i Sudbury, som samlade det ursprungliga materialet 1887. Det påträffades i vittrat material med färglös, transparent kassiterit [SnO2] som tros ha kommit från oxidation av  stannit [Cu2 (Fe, Zn) SnS4].
Sperrylit hittades först som små kristaller som finns med rhodolitgranat och korund vid alluvial sökning efter pärlor i vattendrag som avvattnar Mason Mountain, Macon County, North Carolina. Sperrylit har identifierats i Finland i sulfidavlagringar och förknippas i allmänhet med skiktade mafiska-ultramafiska komplex.
De viktigaste förekomsterna av sperrylit är i nickelmalm vid Sudbury Basin i Ontario, Kanada. Det förekommer också i skiktade vulkaniska komplex av Bushveldregionen Sydafrika och Oktyabr'skoye koppar-nickeldeposition i östra sibiriska regionen av Ryssland. I Sverige har sperrylit hittats mikroskopiskt i Kuså gruva.